# Воздвиженська сільська рада (Пономарьовський район)
Воздви́женська сільська рада (рос. Воздвиженский сельский совет) — сільське поселення у складі Пономарьовського району Оренбурзької області Росії.
Адміністративний центр — село Воздвиженка.

## Населення
Населення — 536 осіб (2019; 692 в 2010, 955 у 2002).

## Склад
До складу сільської ради входять:
| Населений пункт   | Населення, осіб (2002) | Населення, осіб (2010) |
| ----------------- | ---------------------- | ---------------------- |
| Воздвиженка, село | 728                    | 538                    |
| Кірсаново, село   | 227                    | 154                    |